# اسماعیل آدو
اسماعیل آدو (انگلیسی: Ishmael Addo؛ زادهٔ ۳۰ ژوئیهٔ ۱۹۸۲) بازیکن فوتبال اهل غنا بود.
از باشگاه‌هایی که در آن بازی کرده است می‌توان به باشگاه فوتبال الرائد، باشگاه فوتبال مکابی تل آویو، باشگاه فوتبال مکابی نتانیا، باشگاه فوتبال انوسیس نئون پارالیمنی، باشگاه فوتبال بنگال شرقی، باشگاه فوتبال ارگوتلیس، باشگاه ورزشی هارتس آف اوک، و باشگاه فوتبال باستیا اشاره کرد.
وی همچنین در تیم‌های ملی فوتبال زیر ۱۷ سال غنا و غنا بازی کرده است.